# كرايغ جونسون
كرايغ جونسون (بالإنجليزية: Craig Johnson)‏ هو سياسي أمريكي، ولد في 22 نوفمبر 1953 في كيرميت في الولايات المتحدة. حزبياً، نشط في الحزب الجمهوري. وقد انتخب عضو مجلس نواب ألاسكا.